# Otolelus ruficollis
Otolelus ruficollis is een keversoort uit de familie schijnsnoerhalskevers (Aderidae). De wetenschappelijke naam van de soort werd in 1794 gepubliceerd door Pietro Rossi.